# 中華民國—安哥拉關係
中華民國與安哥拉共和國無正式外交關係，目前也沒有在對方首都互設具大使館功能的代表機構。對安哥拉的相關事務由駐南非共和國臺北聯絡代表處兼轄。

## 政治

### 外交

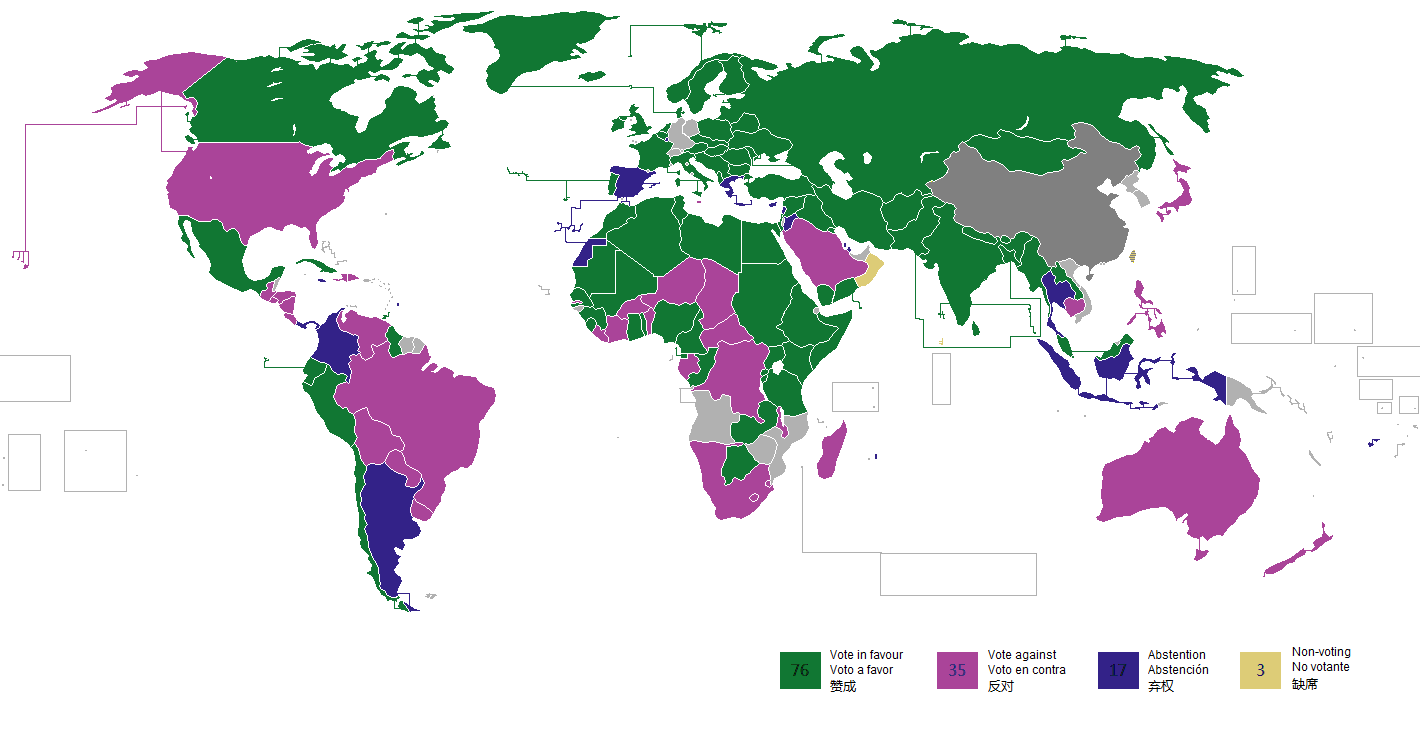
灰色國家表示非聯合國會員國，安哥拉當時尚未獨立，因此不能對中華民國續留聯合國一案參與投票，即《聯合國大會2758號決議》。

1992年3月，兩國簽署《聯合聲明》及《特別協定》。9月，在安哥拉首都羅安達設立具大使館功能的中華民國駐安哥拉特別代表團。2000年9月1日關閉。
1996年10月、1997年10月，安哥拉国民议会副議長法蘭西斯科（João Pedro Francisco）致函中華民國外交部長章孝嚴慶賀國慶。

#### 中華民國駐安哥拉代表（1992－2000年）
| 姓名   | 任命          | 到任         | 免職          | 離任          | 外交衔级 | 備註           |
| ------ | ------------- | ------------ | ------------- | ------------- | -------- | -------------- |
| 李辰雄 | 1992年7月11日 | 1992年9月7日 | 1997年4月28日 | 1997年5月12日 | 代表     | [ 6 ] [ 註 1 ] |
| 酆邰   |               | 1998年       |               |               | 代表     | [ 8 ]          |
| 徐勉生 |               | 1999年       |               |               | 代表     | [ 9 ]          |

## 經濟

### 貿易
2012年6月16日，經濟部國際貿易局委託中華民國對外貿易發展協會（外貿協會）與54家台灣業者執行「游龍專案」，籌組「2012年非洲南撒哈拉拓銷團」。前往安哥拉、南非、坦尚尼亞及烏干達，是台灣歷來拓銷非洲最大團。
| 年分 | 貿易總額      | 貿易總額 | 貿易總額 | 出口至安哥拉 | 出口至安哥拉 | 出口至安哥拉 | 自安哥拉進口  | 自安哥拉進口 | 自安哥拉進口 | 順逆差 |
| 年分 | 金額          | 年增減   | 排名     | 金額         | 年增減       | 排名         | 金額          | 年增減       | 排名         | 順逆差 |
| ---- | ------------- | -------- | -------- | ------------ | ------------ | ------------ | ------------- | ------------ | ------------ | ------ |
| 2017 | 1,509,993,136 | ▲14.2%   | 36       | 28,078,544   | ▲220.0%      | 100          | 1,481,914,592 | ▲12.9%       | 27           | 逆差▲  |
| 2018 | 406,101,176   | ▼73.1%   | 58       | 33,323,267   | ▲18.7%       | 94           | 372,777,909   | ▼74.8%       | 44           | 逆差▼  |
| 2019 | 199,778,620   | ▼50.8%   | 67       | 6,652,975    | ▼80.0%       | 135          | 193,125,645   | ▼48.2%       | 52           | 逆差▼  |
| 2020 | 508,697,209   | ▲154.6%  | 51       | 6,706,164    | ▲0.8%        | 129          | 501,991,045   | ▲159.9%      | 40           | 逆差▲  |
| 2021 | 295,562,886   | ▼41.9%   | 67       | 8,644,382    | ▲28.9%       | 131          | 286,918,504   | ▼42.8%       | 55           | 逆差▼  |
| 2022 | 1,107,010,963 | ▲274.5%  | 47       | 126,013,313  | ▲1,357.7%    | 67           | 980,997,650   | ▲241.9%      | 39           | 逆差▲  |
| 2023 | 211,476,120   | ▼80.9%   | 73       | 40,715,529   | ▼67.7%       | 91           | 170,760,591   | ▼82.6%       | 59           | 逆差▼  |
| 2024 | 22,844,322    | ▼89.2%   | 125      | 4,614,453    | ▼88.7%       | 146          | 18,229,869    | ▼89.3%       | 101          | 逆差▼  |

2023年的兩國貿易項目如下：
出口至安哥拉的前10大項目為：石油與提自瀝青礦物之油類（原油除外）、以石油或瀝青質礦物為基本成份之未列名製品、廢油；丙烯酸聚合物；橡膠或塑料加工機或以此類原料製造產品之機械；其他武器（例如弹簧刀、空氣槍或瓦斯槍、警棍）；发动机用零件；苯乙烯之聚合物；印刷版、滾筒與其他印刷組件之印刷机以及打印机、复印机與傳真機；氯乙烯或其他鹵化烯烃之聚合物；自動資料處理機及其附屬單元、磁性或光學閱讀機；無線電廣播或电视之傳輸器具、攝影機、数码相机等。
自安哥拉進口的項目為：石油原油與自瀝青質礦物提出之原油；石油氣與其他氣態碳氫化合物；花崗岩、斑岩、玄武岩、砂岩與其他紀念碑或建築用石；特殊物品，含進口未超過5萬新臺幣之小額報單與其他零星物品等。

## 簽證

持中華民國護照的中華民國國民簽證要求分布圖：入境安哥拉需要簽證。

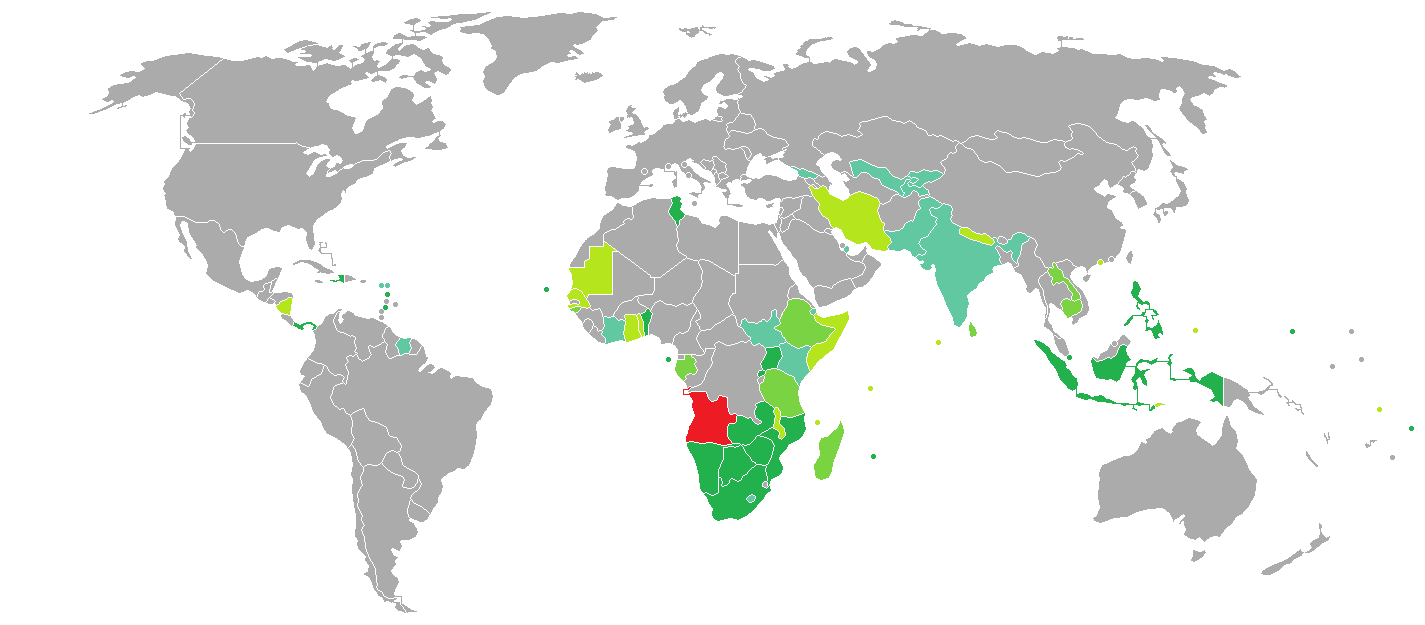
持安哥拉護照的安哥拉人口簽證要求分布圖：入境中華民國需要簽證。

兩國國民皆須申請簽證方可入境對方國家。持中華民國護照的中華民國國民可前往鄰近的安哥拉駐外大使館申請簽證。
持安哥拉護照的安哥拉國民抵台參加由中央政府機關主辦、協辦或贊助之國際會議、運動賽事、商展或其他活動，可以電子簽證入境中華民國，停留最多30天並不得延期。

## 交通

### 航空

#### 客運
兩國無直航班機，可經由（不計航點遠近，截至2023年6月26日）：
- 臺北→杜拜、伊斯坦堡、巴黎、法蘭克福，再轉機前往安哥拉的國際機場（英语：List of airports in Angola）。

## 外部連結
- 中華民國外交部－安哥拉共和國簡介 （页面存档备份，存于）
- 駐南非共和國台北聯絡代表處
- 外交部領事事務局－國外旅遊警示分級表
- 中華民國衛生福利部－國際旅遊疫情建議等級
- 中華民國國際經濟合作協會 （页面存档备份，存于）